# Dana Plotogea
Dana Plotogea z domu Cojocea (ur. 30 września 1981 w Braszowie) – rumuńska biathlonistka, olimpijka. Zadebiutowała w biathlonie w rozgrywkach juniorskich w roku 1997. W 2001 roku została wicemistrzynią świata juniorów w biegu indywidualnym.
Starty w Pucharze Świata rozpoczęła zawodami w Antholz-Anterselva w roku 2000 zajmując 54. miejsce w biegu indywidualnym. Jej najlepszy dotychczasowy wynik w Pucharze świata to 16. miejsce w sprincie w Pjongczangu w sezonie 2008/09.
Na Igrzyskach Olimpijskich w Salt Lake City w roku 2002 zajęła 61. miejsce w biegu indywidualnym i 55 w sprincie.
Podczas Igrzysk Olimpijskich w Turynie 2006 zajęła 72. miejsce w biegu indywidualnym, 48 w sprincie, 33 w biegu pościgowym i 14 w sztafecie.
Podczas Mistrzostw świata w roku 2004 w Oberhofie zajęła 51. miejsce w sprincie, 39 w biegu pościgowym i 54 w biegu indywidualnym.
Podczas Mistrzostw świata w roku 2005 w Hochfilzen zajęła 48. miejsce w sprincie, 44 w biegu pościgowym i 45 w biegu indywidualnym. Na Mistrzostwach świata w roku 2007 w Antholz-Anterselva zajęła 57. miejsce w biegu indywidualnym, 25 w sprincie, 45 w biegu pościgowym i 11 w sztafecie. Na Mistrzostwach świata w roku 2008 w Östersund zajęła 73. miejsce w biegu indywidualnym, 62 w sprincie oraz 11 w sztafecie.
Na Mistrzostwach świata w roku 2009 w P'yŏngch'ang zajęła 16. miejsce w sprincie i 35 w biegu pościgowym.

## Osiągnięcia

### Igrzyska Olimpijskie
- 2002 Salt Lake City – 61. (bieg indywidualny), 55. (sprint)
- 2006 Turyn – 72. (bieg indywidualny), 48. (sprint), 33. (bieg pościgowy), 14. (sztafeta)
- 2010 Vancouver – 80. (bieg indywidualny), 48. (sprint), 51. (bieg pościgowy), 9. (sztafeta)

### Mistrzostwa świata
- 2004 Oberhof – 51. (sprint), 39. (bieg pościgowy), 54. (bieg indywidualny)
- 2005 Hochfilzen – 48. (sprint), 44. (bieg pościgowy), 45. (bieg indywidualny)
- 2007 Anterselva – 57. (bieg indywidualny), 25. (sprint) 45. (bieg pościgowy), 11. (sztafeta)
- 2008 Östersund – 73. (bieg indywidualny), 62. (sprint), 11. (sztafeta)
- 2009 P'yŏngch'ang – 50. (bieg indywidualny), 16. (sprint), 35. (bieg pościgowy), 8. (sztafeta)

### Puchar Świata

#### Miejsca w klasyfikacji generalnej
| Sezon     | Miejsce |
| --------- | ------- |
| 2004/2005 | 77.     |
| 2006/2007 | 71.     |
| 2008/2009 | 67.     |